# Kaolack (region)

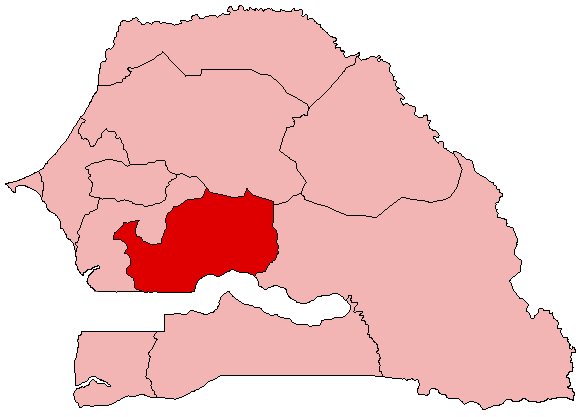
Kaolackregionen i Senegal.

Kaolack är en av Senegals fjorton regioner och ligger i centrala delen av landet, norr om Gambia. Den har 1 171 428 invånare (31 december 2007) på en yta av 16 010 km². Administrativ huvudort är staden Kaolack.

## Administrativ indelning
Regionen är indelad i tre departement (département) som vidare är indelade i kommuner (commune), distrikt (arrondissement) och glesbygdskommuner (communaute rurale).
Kaffrines departement
- Kommuner: Kaffrine, Koungheul
- Distrikt: Birkelane, Maka-Yop, Malem Hodar, Nganda

Kaolacks departement
- Kommuner: Gandiaye, Kahone, Kaolack, Ndoffane
- Distrikt: Koumbal, Ndiédieng, Sibassor

Nioro du Rips departement
- Kommun: Nioro du Rip
- Distrikt: Medina Sabakh, Paoscoto, Wack Ngouna